# Campeonato Uruguayo de Primera División 1913
El Campeonato Uruguayo 1913, constituyó el 13.º torneo de primera división del fútbol uruguayo organizado por la AUF.
El torneo consistió en un campeonato a dos ruedas de todos contra todos. En él participaron 8 equipos, entre los cuales saldría victorioso el River Plate FC.

## Equipos participantes

### Relevos temporada anterior
| Club      | Ascendido como   |
| --------- | ---------------- |
| Reformers | Segunda División |

| Club   | Descendido como             |
| ------ | --------------------------- |
| Dublin | 8° Campeonato Uruguayo 1912 |

### Datos de los equipos
| Club                 | Ciudad     | Estadio                | Capacidad | Fundación                | Temporadas | Temporadas Consecutivas | Títulos | 1912 |
| -------------------- | ---------- | ---------------------- | --------- | ------------------------ | ---------- | ----------------------- | ------- | ---- |
| Bristol              | Montevideo |                        |           |                          | 5          | 5                       | -       | 5°   |
| CURCC                | Montevideo | Field de Villa Peñarol |           | 28 de septiembre de 1891 | 12         | 12                      | 5       | 2°   |
| Central              | Montevideo |                        |           | 5 de enero de 1905       | 4          | 4                       | -       | 6°   |
| Nacional             | Montevideo | Gran Parque Central    | 15.000    | 14 de mayo de 1899       | 11         | 11                      | 3       | 1°   |
| Reformers            | Montevideo |                        |           |                          | -          | -                       | -       | -    |
| River Plate          | Montevideo | Parque Lugano          |           | 1897                     | 6          | 6                       | 2       | 4°   |
| Universal            | Montevideo |                        |           |                          | 1          | 1                       | -       | 7°   |
| Montevideo Wanderers | Montevideo | Belvedere              |           | 15 de agosto de 1902     | 9          | 9                       | 2       | 3°   |

Notas: Los datos estadísticos corresponden a los campeonatos uruguayos oficiales. Las fechas de fundación son las declaradas por cada club. La columna «Estadio» refleja el estadio donde el equipo más veces juega de local, pero no indica que sea su propietario. Véase también: Estadios de fútbol de Uruguay.

## Tabla de posiciones
|  | Pos. | Equipos              |  | PJ | PG | PE | PP | GF | GC | Dif. | Pts. |
|  | ---- | -------------------- |  | -- | -- | -- | -- | -- | -- | ---- | ---- |
|  | 1    | River Plate F. C.    |  | 14 | 9  | 4  | 1  | 20 | 9  | +11  | 22   |
|  | 2    | Nacional             |  | 14 | 7  | 6  | 1  | 25 | 9  | +16  | 20   |
|  | 3    | Central              |  | 14 | 6  | 2  | 6  | 12 | 14 | -2   | 14   |
|  | 4    | CURCC                |  | 14 | 5  | 3  | 6  | 17 | 15 | +2   | 13   |
|  | 5    | Montevideo Wanderers |  | 14 | 6  | 1  | 7  | 13 | 16 | -3   | 13   |
|  | 6    | Reformers            |  | 14 | 4  | 2  | 8  | 8  | 20 | -12  | 10   |
|  | 7    | Universal            |  | 14 | 3  | 4  | 7  | 10 | 17 | -7   | 10   |
|  | 8    | Bristol              |  | 14 | 2  | 5  | 7  | 13 | 20 | -7   | 9    |

|  | Campeón uruguayo. |
|  | Desciende.        |

|                                                    |
| Uruguay                                            |
| Campeón Uruguayo 1913 River Plate F.C. 3.er título |

### Equipos clasificados

#### Copa Aldao 1913
|   | Equipo            | Clasificación como                   |
| - | ----------------- | ------------------------------------ |
| 1 | River Plate F. C. | Campeón del Campeonato Uruguayo 1913 |